# Pepleuca candida
Pepleuca candida är en insektsart som först beskrevs av Anufriev 1968.  Pepleuca candida ingår i släktet Pepleuca och familjen Derbidae. Inga underarter finns listade i Catalogue of Life.